# تربة دكناء

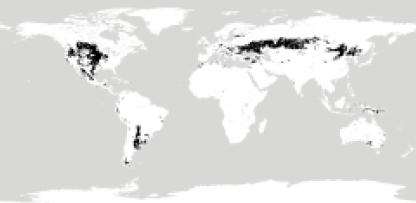
التوزيع العالمي لموليسول (التربة الدكناء)

التربة الدكناء أو الموليسول هي رتبة تربة في نظام تصنيف التربة لوزارة الزراعة الأمريكية. تتجمد في الشتاء وتذوب في الصيف، تتشكل التربة الدكناء في المناطق شبه القاحلة إلى شبه الرطبة، عادةً تحت غطاء الأراضي العشبية. توجد بشكل شائع في خطوط العرض الوسطى، وبالتحديد في أمريكا الشمالية، ومعظمها شرق جبال روكي، وفي أمريكا الجنوبية في الأرجنتين ( بامباس ) والبرازيل، وفي آسيا في منغوليا والسهول الروسية . عادة ما تكون موادهم الأم غنية بالقاعدة والجيرية وتشمل الحجر الجيري أو اللوس أو الرمل المنفوخ بالرياح. العمليات الرئيسية التي تؤدي إلى تكوين موليسول الأراضي العشبية هي التصبغ، التحلل، التدبل والاضطراب .
تحتوي التربة الدكناء على مادة عضوية عميقة وعالية، وتربة سطحية غنية بالمغذيات ( أفق )، عادة ما بين 60 و 80 سم في العمق. هذا الأفق السطحي الخصب، المعروف باسم الإبيبدون المولي، هو السمة التشخيصية المميزة التربة الدكناء . تنتج الإبيبدون المولي من الإضافة طويلة الأمد للمواد العضوية المشتقة من جذور النباتات، وعادة ما يكون لها بنية تربة ناعمة وحبيبية.
توجد التربة الدكناء في السافانا والوديان الجبلية (مثل آسيا الوسطى، أو سهول أمريكا الشمالية الكبرى ). لقد تأثرت هذه البيئات تاريخياً بشدة بالنار والاضطراب الوفير من الكائنات الحية مثل النمل وديدان الأرض. تشير التقديرات إلى أنه في عام 2003، بقي 14 إلى 26 في المائة فقط من النظم البيئية للأراضي العشبية في حالة طبيعية نسبيًا (أي، لم تستخدم للزراعة بسبب خصوبة الأفق أ). على الصعيد العالمي، تمثل حوالي 7 ٪ من مساحة الأرض الخالية من الجليد. باعتبارها أكثر أنظمة التربة إنتاجًا في العالم من الناحية الزراعية، تمثل التربة الدكناء أحد أكثر رتب التربة أهمية من الناحية الاقتصادية.
على الرغم من أن معظم رتب التربة الأخرى المعروفة اليوم كانت موجودة في عصر العصر الجليدي الكربوني قبل 280 مليون سنة، إلا أن التربة الدكناء غير معروفة من سجل علم الأحياء القديمة في أي وقت سابق من العصر الأيوسيني . يرتبط تطورها ارتباطًا وثيقًا بتبريد وتجفيف المناخ العالمي الذي حدث خلال العصر الأوليغوسيني والميوسيني والبليوسيني .

## أنواع
في القاعدة المرجعية العالمية لموارد التربة (WRB)، تقسم التربة الدكناء إلى التشيرنوزم [الإنجليزية] والكستنازوم [الإنجليزية] والفيوزيم [الإنجليزية]. قد تنتمي التربة الدكناء الضحلة أو الحصوية إلى  تربة اللبتو [الإنجليزية]. كثير من  الأكول [الإنجليزية] هي تربة ستانيوصول [الإنجليزية] أو غليصول [الإنجليزية] أو تربة غسالية صلدة [الإنجليزية]. تنتمي التربة الدكناء ذات الأفق الطبيعي إلى السولونيتز [الإنجليزية].

## روابط خارجية
- "Mollisols". USDA-NRCS. مؤرشف من الأصل في 2006-05-09. اطلع عليه بتاريخ 2006-05-14.
- "Mollisols". University of Florida. مؤرشف من الأصل في 2006-04-04. اطلع عليه بتاريخ 2006-05-14.
- "Mollisols". University of Idaho. مؤرشف من الأصل في 2006-05-15. اطلع عليه بتاريخ 2006-05-14.